# Atsushi Ichimura
Atsushi Ichimura (japanisch 市村 篤司 Ichimura Atsushi; * 18. November 1984 in Hokkaido) ist ein ehemaliger japanischer Fußballspieler.

## Karriere
Ichimura erlernte das Fußballspielen in der Schulmannschaft der Hokkai High School. Seinen ersten Vertrag unterschrieb er 2003 bei den Consadole Sapporo. Der Verein spielte in der zweithöchsten Liga des Landes, der J2 League. Für den Verein absolvierte er 39 Ligaspiele. 2005 wechselte er zu Rosso Kumamoto (heute: Roasso Kumamoto). 2007 wurde er mit dem Verein Vizemeister der Japan Football League und stieg in die J2 League auf. Für den Verein absolvierte er 236 Ligaspiele. 2013 wechselte er zum Ligakonkurrenten Yokohama FC. Für den Verein absolvierte er 102 Ligaspiele. 2017 wechselte er zum Ligakonkurrenten Kamatamare Sanuki. Am Ende der Saison 2018 stieg der Verein in die J3 League ab. Für den Verein absolvierte er 45 Ligaspiele. Ende 2019 beendete er seine Karriere als Fußballspieler.